# Afantasia
L'afantasia è la condizione della mente che non visualizza nessuna immagine mentale, come se l'occhio della mente fosse completamente cieco. Il termine inglese aphantasia è stato proposto nel 2015 dal professor Adam Zeman dell'università di Exeter che ha pubblicato il primo studio particolareggiato sull'argomento. Il termine "afantasia" significherebbe esattamente il contrario della parola greca phantasia (a-phantasia, con alfa privativo) con la quale Aristotele definiva il potere dell'immaginazione della mente umana. Il fenomeno è stato descritto da Francis Galton nel 1880, ma è rimasto in gran parte non studiato da allora. Ad alcune persone manca completamente, o in parte, la capacità di visualizzare o di richiamare nella propria mente immagini, parole, suoni, sapori, odori, altro, senza tuttavia che ciò comporti delle difficoltà relazionali o professionali. Lo studio, pubblicato dal team di ricercatori della University of Exeter Medical School sulla rivista di neuroscienze Cortex, ne esplora per la prima volta la natura: in alcune persone congenita, in altre connessa a patologie pregresse o interventi chirurgici avvenuti in precedenza.

## Storia
Il fenomeno è stato descritto da Francis Galton nel 1880 in uno studio statistico sulle immagini mentali. Tuttavia, è rimasto in gran parte non studiato fino al 2005, quando il professor Adam Zeman dell'Università di Exeter è stato contattato da un uomo che sembrava aver perso la capacità di visualizzazione dopo aver subito un piccolo intervento chirurgico. 
Un team guidato dal professor Zeman ha pubblicato i suoi risultati nel 2015 e si è rinnovato l’interesse per il fenomeno che ora è chiamato afantasia. Le ricerche su questo argomento sono ancora scarse, ulteriori studi sono in programma.